# 花姓
花姓（發音為陰平音或去聲韻，與華作為華人姓氏時的念法相同，作姓氏使用時不作陽平音）是一個漢字姓氏，迄今已有千餘年歷史。宗族人數於當代中國大陸地區排名為第285位，總計約二十二万一千余人，占中國全国人口总数的0.0013%左右，其中大多居住於中國遼寧省；另據台灣姓氏列表，於臺灣地區人數計3,509人，排名為第162位（來源為依據中華民國內政部2018年10月出版的《全國姓名統計分析》，註：截至該年度，臺灣地區姓氏總數共計1832個）。
花姓在宋人所編纂的《百家姓》序列中位列於第55位，反映出在唐宋及五代十國時期花姓已成為華夏中原地區的常見或著名姓氏之一。

## 起源
- 《百家姓》注：花姓「系出華氏，古無花字，通作華。後專用花為花草之花，故華姓有者改為花姓。」
- 北朝時候，部分華氏（去聲韻）以陰平音改為花氏。
- 清．段玉載《說文解字．華注》：花字「起於北朝前此書中花字，出於後人所改。」
- 《中國姓氏起源》載：「花姓又一支是周文王的後代。」「唐朝以前，有華姓人以其與花字通用，自改為花姓。」
- 《述異記》載有南北朝女英雄花木蘭外。正史上，如唐代倉部員外郎花季睦。見《通志》29《氏族》5《平聲》，還有唐代大將軍花敬定等。
- 《名賢氏族言行類稿》記載：「唐有倉部員外郎花季陸。」
- 《姓氏考略》：「木蘭姓花，見述異記，是花姓唐以前即有之，望出東平，唐有花敬定，又，金、范用吉改姓花。」由此可知有金人以花為姓，可見得花氏，有一部份是金人的後代。
- 《姓苑》中記載是以植物名為氏，望出東平。
- 《通志．氏族略》載：「花氏出《姓苑》，出自何氏。」「唐有花敬定，成都猛將有花卿，宋有尚書郞花尹。」
- 宋微子是花姓的先祖。
- 春秋後期，范匄為晉國執政。其子范鞅，年僅十三歲，就在叛軍首領，家族勢力極大的欒盈發兵包圍京城，京城守將魏舒裡應外合，準備打開城門放叛軍進城的危急關頭，單身獨騎，衝到魏舒車前，詐稱“主公召見”，乘魏舒發愣的一瞬間，躍上他的戰車，用劍挾持了。後來叛亂平息了，范鞅亦成了晉國執政。由於年少英俊，有勇有謀，人稱「花將軍」。後人因仰慕范鞅的風采，而以花字為姓。

- 源於回族：源自漢化改姓為氏。據文獻《中國回族大辭典》中的記載：“花氏為回族姓氏之一，主要分佈在江蘇、浙江兩省一帶。”
- 源於傣族：出自明代的雲南土著傣族，屬於漢化改姓為氏。明朝時期，將世居雲南的傣族按其生活習性和衣著劃分為花傣。

### 中國大陸
在最新300大姓排名（2008年）(資料來自公安部身份證資料庫，由国务院人口普查办公室统计)花姓是當今中國姓氏排行第257位的姓氏，人口約18萬餘人；關聯姓氏華姓則排名第196位。唐朝以前，有華姓因以華與花字通用，而改華姓為花姓。如今，花姓在全國分佈廣袤，尤以遼寧省多此姓，其一省約佔全國花姓人口的69%。
歷史上花姓的名人並不少見，像是唐代上元年間的名將花敬定，曾討平四川叛亂，大詩人杜甫還寫過一首「贈花柳詩」讚美過他；另外，還有元代的花世輔、明代的花雲都是大名鼎鼎、功績顯赫的大將軍。且除了酣戰武功之外，花族也有不少文采雅士，在明清兩代為官。文学作品中，如四大名著《水浒传》“百步穿杨”花荣，在梁山泊108英雄中排行第9。北朝民歌《木兰辞》中的主人公花木兰。

### 臺灣
多源自於福建泉州同安，全臺有四大聚落，計兩千餘人。
開臺四大落各分別位於臺北市大直、新北市三芝石門、彰化縣福興、高雄市楠梓，同屬同安四世祖花赤的後裔。根據花氏宗親會編印之族譜，花姓發源於山東東平郡，家族發展的歷史已是遷移來台的第6代，來台發展已超過一世紀。
百餘年前，福建族人因生計困難，跨越台海渡台投靠早先已來墾荒的親人，而多落腳在三芝北海岸一帶。據花家家譜記載，居於石門、三芝的兩位開臺祖，雖是同父異母的手足兄弟，但感情深厚、同氣連枝、讓棗推梨、如塤如箎，早年生活雖艱苦，分家後仍相互扶倚，每年農曆3月3日, 11月15日是宗族祭祖日，全族人都會扶老攜幼參加，至今從未間斷。

## 郡望
望族居東平（山東東平縣東）。在長期播遷的過程中，形成的郡望主要在：東平郡—漢東平國地。治所在無鹽（故城在今山東東平東）。晉移治須昌（故城在今山東東平西北）。南朝宋置郡，轄境相當今山東濟寧、汶上、東平等縣地。
- 東平郡：漢有東平國，南朝為郡，治無鹽（在今天山東省東平縣、泰安縣一帶）。隋唐曾以鄆州為東平郡，治須昌，在今山東省東平縣西北。宋宣和時以鄆州為東平府，治須城，即今東平縣。明清為州。民國改縣。
  - 堂號：東平、紫雲、珠樹等。

- 開封府：戰國時屬於魏國。漢時置縣。五代十國時後梁開平元年（西元907年）建國，以汴州為開封府（今河南省省府開封市）。
  - 堂號：含英堂。

## 字輩
- 福建同安花氏字輩：發文廷宗，世載國應，爾時景朝，立愛致敬，雲礽繼起，源流光慶，敦本安仁，建中秉正，詩書克承，詔謀永定，孝友傳家，子孫豐盛。
- 昆陵花氏字輩：球支系子姓，蟄綿生富貴，榮華勤儉興，大啟光前烈。

## 延伸阅读
[在维基数据编辑]
 《百家姓》
 《欽定古今圖書集成·明倫彙編·氏族典·花姓部》，出自陈梦雷《古今圖書集成》